# Noël Jamois
Noël Jamois dit Place-nette ou Placenette, né vers 1760 et mort en 1798 ou 1799 à Ahuillé, est un chef chouan servant sous les ordres du chef chouan du Bas-Maine Jambe d'Argent durant l'année 1794, pendant la Révolution française.

## Biographie
Il est à l'origine un closier de la paroisse d'Ahuillé.
Selon l'article de l'Abbé Angot dans son Dictionnaire de la Mayenne :
Jamois (Noël), dit Placenette, fils de Julien Jamois et de Jacquine Helbert, est de la paroisse d'Ahuillé. Sa mère, âgée de cinquante-trois ans, « prévenue d'avoir attenté à la souveraineté du peuple en partageant les forfaits des brigands », est condamnée à mort à Laval le 9 octobre 1794. Il fait la campagne d'Outre-Loire avec les Vendéens.
Il amène à Jambe d'Argent les jeunes gens d'Ahuillé et de Nuillé, le 6 avril 1794 lors de la Bataille de la Châtaigneraie de la Bodinière. Il est aussi présent au Combat de la Ramée.
« Il était brave, mais sans constance et souvent indiscipliné. Jambe-d'Argent tirait parti de ses qualités en lui confiant des missions particulières, dont il s'acquittait avec bonheur. »

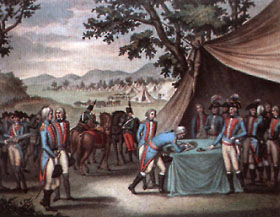
Traité de La Jaunaye estampe de la collection de la BnF

Il signe le 7 mai 1795, à Bazougers, l'acceptation du traité de la Mabilais. Jambe-d'Argent mort, il se sépare de Bezier, dit Moustache. Après la pacification de 1796, Jamois épouse à Nuillé-sur-Vicoin, le 22 août 1797, devant Jean Goussé, curé de Saint-Pierre-sur-Erve, Anne Bouvet, fille d'un ancien notaire. Un fils naît de ce mariage le 2 juin 1798. Le 21 août 1798, on le désigne comme chef du canton de Cossé et préparant l'insurrection. Le 11 janvier suivant, une de ses sœurs qui demeurait à Quelaines est traduite devant le tribunal de Château-Gontier. « Lui-même, arrêté par une lâche surprise dans sa maison où sa femme était en couches, fut fusillé sur place. »

## Rôle militaire
Nomination au commandement et actions militaires :
Noël Jamois se trouve à Ahuillé dans le courant de l'année 1794 quand le chef chouan Jambe-d'Argent y fait son apparition au mois d'avril, après deux années d'attaques répétées des Gardes Nationaux des alentours. Dans la paroisse est alors constitué un bataillon dont le commandement est confié à Jamois. Au tout début de l'année 1794, il lance une opération punitive sur le poste de la Garde Nationale de la Chapelle-Rainsouin. 
Le 13 avril 1794, Jean-Louis Treton rassemble des troupes au village de la Bodinière à Nuillé-sur-Vicoin avec les troupes de plusieurs capitaines : Jean Bezier dit Moustache de Saint-Sulpice, Noël Jamois dit Placenette, Pierre Montgazon dit Brise-Bleu de l'Huisserie et Mottier dit Richard de la paroisse de Quelaines formant ensemble une troupe de 200 chouans. Les soldats républicains les surprennent en réunion, mais hésitant sur les effectifs de leurs ennemis, ils battent en retraite. 
Quelques jours après, des soldats venus de Laval, prennent possession du bourg de Nuillé-sur-Vicoin et établissent leur poste dans l'église. Les frères Herminier, le 13 avril suivant, jour du Dimanche des Rameaux, attaquent avec Jambe-d'Argent le détachement caserné dans l'église. Enthousiasmés par leur succès et ayant supposément bu plus que de raison, les bataillons de Moustache et Noël Jamois s'en prennent alors au poste républicain local d'Ahuillé, mais l'opération, menée de façon désordonnée contre l'avis de Jambe d'Argent, se solde par un échec, les chouans ne réussissant pas à déloger les républicains de l'église où ils s'étaient retranchés. 
Le 6 juillet 1794, il assiste Jean Bezier dit Moustache aux côtés de Jambe-d'Argent lors de l'Attaque du Poste d'Astillé dans une troupe de 500 chouans. Mais la hâte de Jamois perturbe l'organisation de l'opération. Il est aussi présent au Combat de la Ramée.
Le 13 octobre 1794, il laisse sur le cadavre d'un Bleu une lettre à l'attention de la Commission militaire révolutionnaire du département de la Mayenne où il évoque la vengeance de la mort de sa mère Jacquine Helbert récemment guillotinée à Laval quatre jours plus tôt.

## Récits de Jacques Duchemin des Cépeaux
Les citations qui suivent proviennent de l'ouvrage Lettres sur la chouannerie de Jacques Duchemin des Cépeaux.

### Lettre de Noël Jamois dit Placenette au tribunal révolutionnaire de Mayenne
« À sa mère, Jacquine Helbert, fileuse, qui craignait qu'il ne la compromît en déposant chez elle des effets militaires, il répondit : « Avez-vous peur de mourir ? Pour moi, je suis tous les jours à des assauts. » La pauvre femme fut, en effet, arrêtée. On voulut lui faire crier : Vive la République. — Vive le roi ! répondit-elle, vive Jésus-Christ ! Et elle mourut le 9 octobre 1794.
Jamois dicta alors à Moulin (V. ce nom), son camarade, la lettre suivante : « Aux juges du tribunal révolutionnaire de Mayenne. Scélérats, depuis six ans (six mois ?) vous et vos adhérents versez le sang innocent. Vous nous avez donné l'exemple de la barbarie ; soyez sûrs que nous sommes décidés à profiter de vos leçons, et nous vous annonçons dès ce moment que le fer et le feu vengera le sang de nos parents innocents que vous immolez tous les jours, et en même temps la mort du meilleur de tous les rois ; et nos tyrans n'auront jamais l'avantage d'avoir soumis nos cœurs indépendants ; et si vous régnez en ce pays, ce ne sera que sur des monceaux de cendre. C'est Placenette, dont vous avez guillotiné la mère, qui vous l'assure ; c'est lui qui a battu vos
scélérats de gardes nationaux sur la paroisse de la Chapelle-Rainsouin, qui a attaqué la diligence, et qui vous servira encore quelque autre tour de son métier » (Signé) : Moulin.
La lettre fut trouvée, le 13 octobre 1794, sur le cadavre d'un patriote sur lequel Jamois avait vengé la mort de sa mère (Archives Départementales de la Mayenne, correspondance du comité révolutionnaire, fol. 72 ; — G. Du Chêne, Guerre des Chouans, p. 132). »

### Décès
« Jamois fut trouvé assassiné le 2 juin 1798 dans le champ de la Bunerée, de la métairie des Petites-Barres (Ahuillé). Il avait reçu trois coups de sabre à la tête. Les administrateurs répandirent le bruit qu'il avait été tué par les chouans sous prétexte qu'il donnait des renseignements aux républicains. Dans le même but, ils ajoutèrent qu'il avait été volé de sa montre, ses boucles et sa tabatière en argent. Mais le commissaire Gombert, de Nuillé, les dément en disant que le jour même, Jamois avait été vu avec un détachement de volontaires qui l'avaient pris pour guide et qu'il priait de le lâcher parce que sa femme était en mal d'enfant. De plus, le commissaire ajoute que les chouans de l'Huisserie, Montigné, Saint-Isle, révoltés de ce meurtre, voulaient reprendre les armes pour venger leur chef, et qu'il eut bien du mal à les calmer et à les faire rentrer chez eux.
Perrine et Julienne, sœurs du chouan, furent aussi décrétées d'arrestation, le 15 novembre 1799. »

## Citation de Noël Jamois dans le romanQuatre-vingt-treizede Victor Hugo
Chapitre II : « La Mort parle », extrait :
« Le tambour fit un roulement. Il y eut dans le rassemblement une sorte d'ondulation. Quelques-uns ôtèrent leurs bonnets ; d'autres  enfoncèrent leurs chapeaux. Dans ce temps-là et dans ce pays-là, on pouvait presque reconnaître l'opinion à la coiffure ; les chapeaux étaient royalistes, les bonnets étaient républicains. Les murmures de voix confuses cessèrent, on écouta, le crieur lut : ... En vertu des ordres à nous donnés et des pouvoirs à nous délégués par le Comité de salut public... Il y eut un deuxième roulement de tambour. Le crieur poursuivit : ... Et en exécution du décret de la Convention nationale qui met hors la loi les rebelles pris les armes à la main, et qui frappe de la peine capitale quiconque leur donnera asile ou les fera évader... Un paysan demanda bas à son voisin : - Qu'est-ce que c'est que ça, la peine capitale ? Le voisin répondit : - Je ne sais pas. Le crieur agita le placard : - ... Vu l'article 17 de la loi du 30 avril qui donne tout pouvoir aux délégués et aux subdélégués contre les rebelles, sont mis hors la loi... Il fit une pause et reprit : - ... Les individus désignés sous les noms et surnoms qui suivent... Tout l'attroupement prêta l'oreille. La voix du crieur devint tonnante. Il dit :
- ... Lantenac, brigand. - C'est monseigneur, murmura un paysan. Et l'on entendit dans la foule ce chuchotement : - C'est monseigneur. Le crieur reprit : - ... Lantenac, ci-devant marquis, brigand. L'Imânus, brigand... Deux paysans se regardèrent de côté. - C'est Gouge-le-Bruant. - Oui, c'est Brise-Bleu. Le crieur continuait de lire la liste : - ... Grand-Francoeur, brigand... Le rassemblement murmura : - C'est un prêtre. - Oui, monsieur l'abbé Turmeau. - Oui, quelque part, du côté du bois de la Chapelle, il est curé. - Et brigand, dit un homme à bonnet. Le crieur lut : - ... Boisnouveau, brigand. - Les deux frères Pique-en-bois, brigands. - Houzard, brigand... - C'est monsieur de Quélen, dit un paysan. - Panier, brigand... - C'est monsieur Sepher. - ... Place-nette, brigand... - C'est monsieur Jamois. Le crieur poursuivait sa lecture sans s'occuper de ces commentaires... »

## Notice généalogique
Son mariage de Fructidor an V est introuvable dans les registres paroissiaux des archives départementales de la Mayenne car Noël Jamois fut marié par un prêtre réfractaire.

## Note
Les sources mentionnées dans cet article sont des citations littérales d'œuvres littéraires d'époque ancienne et doivent être considérées avec le recul et l'esprit critique adéquat.